# Vespasian Apostolescu
Vespasian Apostolescu (né en 1925) est un paléontologue français qui s'est intéressé aux ostracodes, une classe de crustacés microscopiques.

## Biographie
D'origine roumaine, il émigre en Occident (probablement avant 1955, date de sa première publication en français).
Il est trésorier de l'Association des amis de Marie Bashkirtseff.

## Travaux
Pour l'étude des ostracodes il est considéré comme un successeur de Nicolas Grekoff (1943-2019).
La synthèse sur les ostracodes oligocènes de Haute-Provence publiée en 1999 conjointement avec Dellenbach réexamine la question de l'âge des « Sables bleutés », en élargit et améliore le cadre stratigraphique, et confirme les travaux antérieurs sur les dépôts sous-jacents aux « Sables bleutés » du Var.
Le même ouvrage confirme également les travaux de Gilles Carbonnel sur l'âge oligicène - et non sparnacien - de deux espèces d'ostracodes rencontrées dans le nord du Var à Rians (ferme de La Neuve).
Son nom est associé à de très nombreux genres, sous-genres et espèces, notamment dans la collection Grekoff au musée national d'histoire naturelle .
Une espèce a porté son nom : Reticuloquadracythere apostolescui (Ducasse, 1963), reclassée comme genre sous le nom de Quadracythere (Hornibrook, 1952).
Le musée national d'histoire naturelle possède 408 spécimens de la collection Apostolescu.

## Publications
: document utilisé comme source pour la rédaction de cet article.
- [Apostolescu 1955] Vespasian Apostolescu, « Description de quelques ostracodes du Lutécien du Bassin de Paris », Cahiers géologiques, nos 28-29,‎ 1955, p. 241-279.
- [Apostolescu 1955] Vespasian Apostolescu, « Noms nouveaux de deux espèces d'ostracodes du Lutécien », Cahiers géologiques, no 32,‎ 1955.
- [Apostolescu 1956] Vespasian Apostolescu, « Contribution à l’étude des Ostracodes de l’Éocène inférieur (s.l.) du Bassin de Paris », Revue de l’Institut français du Pétrole et Annales des Combustibles Liquides, no 11,‎ 1956, p. 1327-1352.
- [Apostolescu 1961] Vespasian Apostolescu, « Contribution à l'étude paléontologique (Ostracodes) et stratigraphie des bassins crétacés et tertiaires de l'Afrique Occidentale. Rectification d'un nom générique », Revue de l'Institut français du Pétrole, vol. 16, no 11,‎ 1961.
- [Cousin & Apostolescu 1961] N Cousin et Vespasian Apostolescu, « Ardennes, région de Mézières (département des Ardennes) », Mémoires du Bureau de recherches géologiques et minières (BRGM), no 4,‎ 1961, p. 423-431.
- [Apostolescu 1963] Vespasian Apostolescu, « Essai de zonation par les ostracodes dans le Crétacé du Bassin du Sénégal », Revue de l'Institut français du Pétrole, vol. 18, no 12,‎ 1963, p. 1675-1694.
- [Vespasian_Apostolescu et al. 1963] Vespasian_Apostolescu, Suzanne Durand, Jacques Esteoule, Janine Esteoule-Choux et Yolande Le Calvez, « Découverte d'Oligocène marin fossilifère à 8 km au Sud de la baie de St Brieuc », Compte-rendu de l'académie des Sciences française, t. 256,‎ 1963, p. 4690-4692.
- [Apostolescu 1964] Vespasian Apostolescu, « Répartition stratigraphique générale des Ostracodes du Paléogène des bassins de Paris et de Bruxelles » (Colloque sur le Paléogène, Bordeaux, 1962), Mémoire du Bureau de Recherches géologiques et minières, vol. 28, no 2,‎ 1964, p. 1035-1040.
- [Apostolescu & Wannesson 1982] Vespasian Apostolescu et Jacques Wannesson, « Y a-t-il du pétrole dans l’Antarctique ? », La Recherche, no 138,‎ novembre 1982 (présentation en ligne).
- [Apostolescu & Dellenbach 1999] Victor Apostolescu et Jean Dellenbach, « Contribution des Ostracodes à la biostratigraphie et à la paléobiogéographie de l'Oligocène de Haute-Provence (S.E. France », Géologie Méditerranéenne, t. 26, nos 3-4,‎ 1999, p. 153-183 (lire en ligne).
- [Apostolescu 2000] Vespasian Apostolescu, « Les ostracodes en tant que marqueurs stratigraphiques et indicateurs des paléomilieux : résultats des études réalisés dans l'oligocène du Luberon », Courrier scientifique du Parc naturel régional du Luberon, no 4,‎ 2000, p. 76-83 (lire en ligne [PDF] sur documents.irevues.inist.fr, consulté le 16 mars 2021).
- [Dellenbach & Apostolescu 2003] Jean Dellenbach et Vespasian Apostolescu, « La Font du Pin, un témoin de la mer pliocène au pied du Luberon », Courrier scientifique du Parc naturel régional du Luberon, no 7,‎ 2003 (lire en ligne [PDF] sur documents.irevues.inist.fr, consulté le 16 mars 2021).
- [Apostolescu & Dellenbach 2001] Vespasian Apostolescu et Jean Dellenbach, L'Oligocène et le Miocène de la région de Marseille : nouvelles observations géologiques et biostratigraphiques (ostracodes), 26 p. (ISBN 978-2-9513778-1-3).
- [Apostolescu & Dellenbach 2006] Victor Apostolescu et Jean Dellenbach, Sur la répartition des Ostracodes marins dans le Miocène de la façade littorale du massif de la Nerthe, Montesson (78), Impr. AB repro, 2006, 14 p. (ISBN 2-9513778-2-7).